# Cloud Credential Council
El Consejo de Credenciales en la Nube (Cloud Credential Council, CCC) es una asociación internacional que apoya y patrocina el desarrollo de transformaciones digitales en el campo de las tecnologías de información.
Esta asociación ha proporcionado certificados a nivel mundial desde su fecha de fundación (2013). Sus certificados ya han sido entregados en más de 75 países a profesionales y organizaciones pertenecientes a diferentes industrias y agencias gubernamentales.

## Certificaciones
- Big Data Foundation
- Blockchain Foundation
- Cloud Computing Technology Associate
- Cloud Computing Technology Associate+
- IoT Foundation
- Professional Cloud Administrator
- Professional Cloud Developer
- Professional Cloud Security Manager
- Professional Cloud Service Manager
- Professional Cloud Solutions Architect[4]